# Scorpions de Scottsdale
Les Scorpions de Scottsdale (Scottsdale Scorpions en anglais) sont une équipe de baseball qui joue dans la division Est de la Ligue d'automne d'Arizona.
Basée à Scottsdale, banlieue chic de Phoenix en Arizona, les Scorpions jouent leurs matchs à domicile au Scottsdale Stadium.

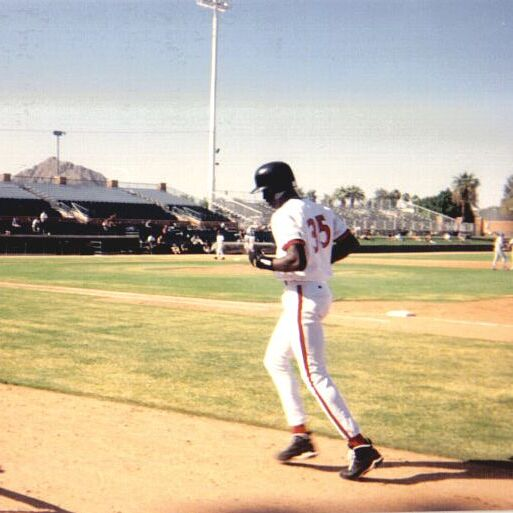
Michael Jordan aux Scorpions de Scottsdale.

L'équipe reçoit des joueurs d'équipes de la Ligue majeure de baseball pour leur permettre d'avoir plus de temps de jeu. Pour la saison 2009, ce fut le cas de joueurs des Diamondbacks de l'Arizona, des Rockies du Colorado, des Phillies de Philadelphie, des Pirates de Pittsburgh et des Giants de San Francisco.
En 1994, l'équipe a attiré l'attention des médias lorsque Michael Jordan a rejoint les Scorpions. Après un an, il a été envoyé aux Barons de Birmingham.